# Nowy cmentarz żydowski w Kazimierzu Dolnym
Nowy cmentarz żydowski w Kazimierzu Dolnym – kirkut mieści się przy ulicy Czerniawy. Powstał w 1851 roku. Ma powierzchnię 0,71 ha. Zachowało się na nim kilkadziesiąt macew. Najstarszy zachowany nagrobek pochodzi z połowy XIX stulecia. W czasie okupacji naziści dokonywali na nim egzekucji na Żydach i Polakach. Z fragmentów uszkodzonych macew utworzono lapidarium.

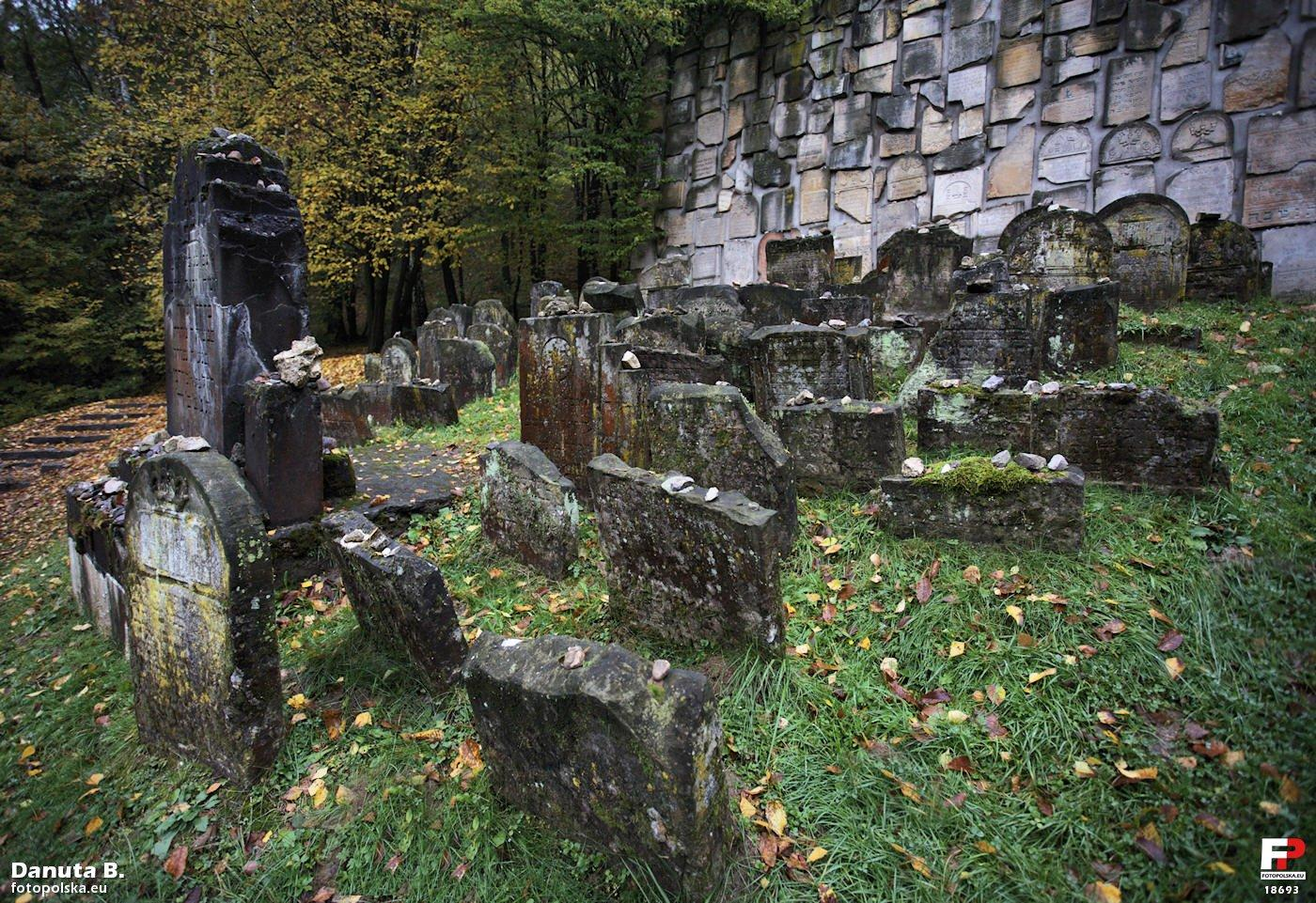
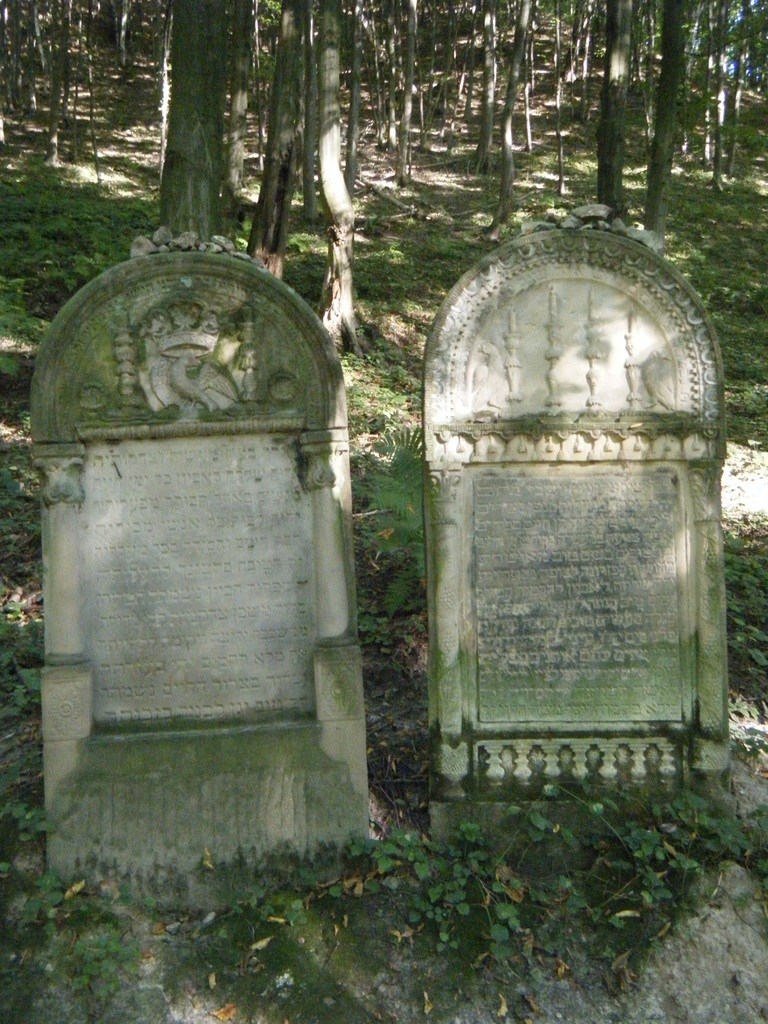
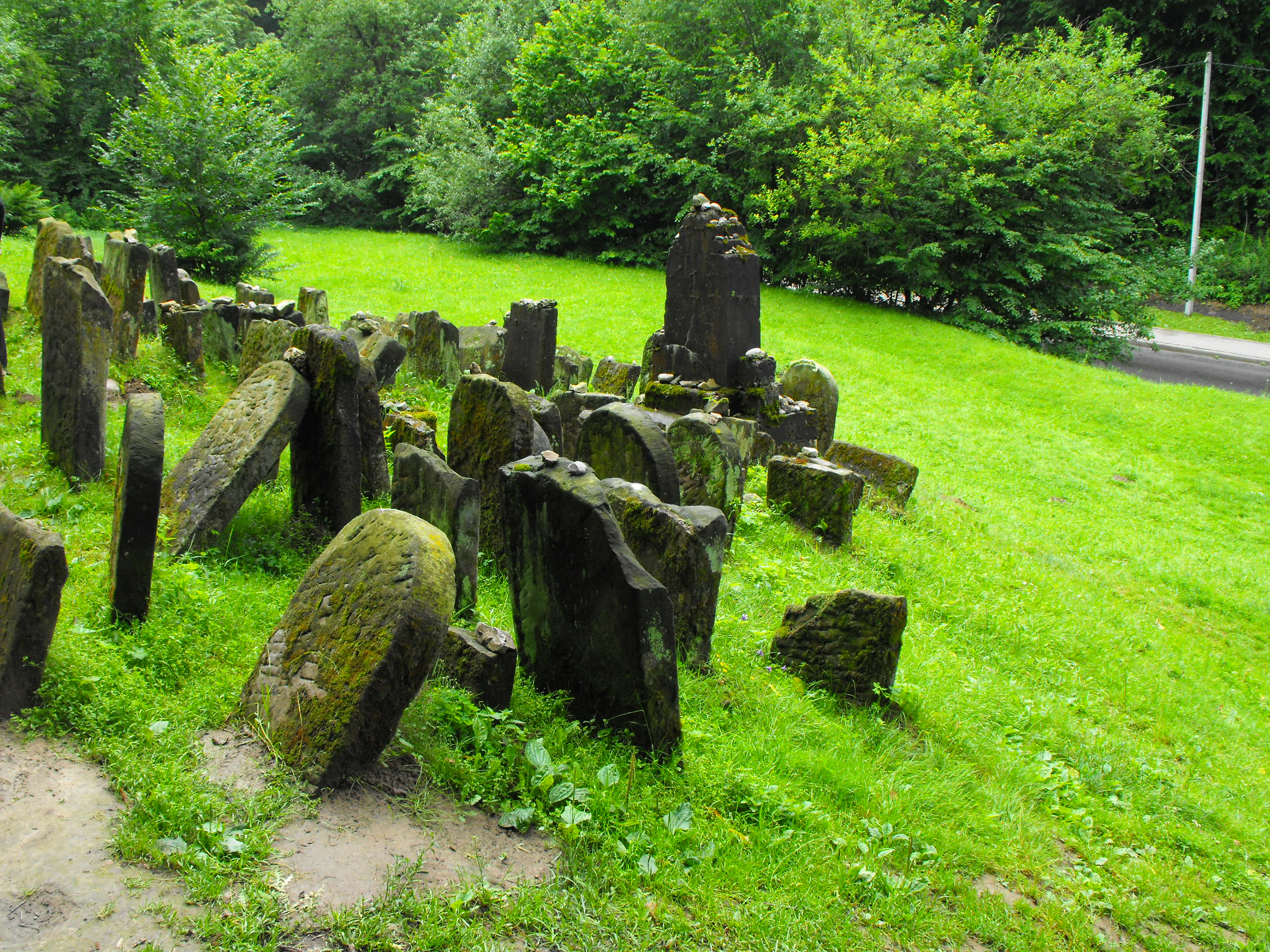